# Angle central

AOB és un angle central

Un angle central és un angle que té el vèrtex en el centre O d'una circumferència i els seus costats són els radis que tallen la circumferència en dos punts diferents A i B. L'angle central comprèn (abasta) l'arc entre aquests dos punts, i la longitud d'arc és l'angle central (mesurat en radians) multiplicat pel radi. L'angle central és també conegut com a distància angular de l'arc que abasta.
La mida d'un angle central Θ és 0°<Θ<360° o 0<Θ<2π (radians). Quan es defineix o dibuixa un angle central, a part d'especificar els punts A i B, s'ha d'especificar si el ser d'angle que es defineix és l'angle agut (<180°) o l'obtús (>180°). Al mateix temps, cal especificar si el moviment de gir per anar del punt A al punt B és en el sentit de les agulles del rellotge o en el sentit contrari a les agulles del rellotge.

## Fórmules
- Si el punts d'intersecció A i B dels costats de l'angle amb el cercle formen un diàmetre, llavors Θ=180° és un angle pla. (En radians, Θ=π.)

Sent L l'arc menor de la circumferència que uneix punts A i B, i, R el radi de la circumferència.
|                                      |
| "Angle central agut" El que abasta L |

- Si l'angle central Θ és el que abasta l'arc menor L, llavors Θ és un angle agut:

```

  

    

      

        

          
0

          

            
∘

          

        

        
<

        
Θ

        
<

        

          
180

          

            
∘

          

        

        

        
,

        

        

        
Θ

        
=

        

          

            
(

            

              

                

                  
180

                  
L

                

                

                  
π

                  
R

                

              

            

            
)

          

          

            
∘

          

        

        
=

        

          

            
L

            
R

          

        

        
.

      

    

    
{\displaystyle 0^{\circ }<\Theta <180^{\circ }\,,\,\,\Theta =\left({\frac {180L}{\pi R}}\right)^{\circ }={\frac {L}{R}}.}

  

```

Prova (en graus): La longitud d'una circumferència amb radi R és 2πR, i l'arc menor L és la (Θ/360°) part proporcional de la circumferència sencera (vegeu arc) Així: 
{\displaystyle L={\frac {\Theta }{360^{\circ }}}\cdot 2\pi R\,\Rightarrow \,\Theta =\left({\frac {180L}{\pi R}}\right)^{\circ }.}{\displaystyle }
|                                          |
| "Angle central obtús" El que No abasta L |

Prova (en radians): La longitud d'una circumferència amb radi R és 2πR, i l'arc menor L és la (Θ/2π) part proporcional de la circumferència sencera (vegeu arc) Així:
{\displaystyle L={\frac {\Theta }{2\pi }}\cdot 2\pi R\,\Rightarrow \,\Theta ={\frac {L}{R}}.}
- Si l'angle central Θ és el que no abasta l'arc menor L, llavors Θ és un angle obtús:

```

  

    

      

        

          
180

          

            
∘

          

        

        
<

        
Θ

        
<

        

          
360

          

            
∘

          

        

        

        
,

        

        

        
Θ

        
=

        

          

            
(

            

              
360

              
−

              

                

                  

                    
180

                    
L

                  

                  

                    
π

                    
R

                  

                

              

            

            
)

          

          

            
∘

          

        

        
=

        
2

        
π

        
−

        

          

            
L

            
R

          

        

        
.

      

    

    
{\displaystyle 180^{\circ }<\Theta <360^{\circ }\,,\,\,\Theta =\left(360-{\frac {180L}{\pi R}}\right)^{\circ }=2\pi -{\frac {L}{R}}.}

  

```

- Si una tangent al punt A i una tangent al punt B es tallen al punt exterior P, definint el centre com O, llavors l'angle ∠BOA (convex) i l'angle∠BPA (que sempre serà convex)[4] són suplementaris (sumen 180°).

## Angle central d'un polígon regular
Un polígon regular amb n costats té una circumferència circumscrita que conté tots els seus vèrtex, i el centre de la circumferència és també el centre del polígon. L'angle central d'un polígon regular és el format al centre pels radis de dos vèrtex adjacents. La mesura d'aquest angle és {\displaystyle 2\pi /n.}